# El Fonoll

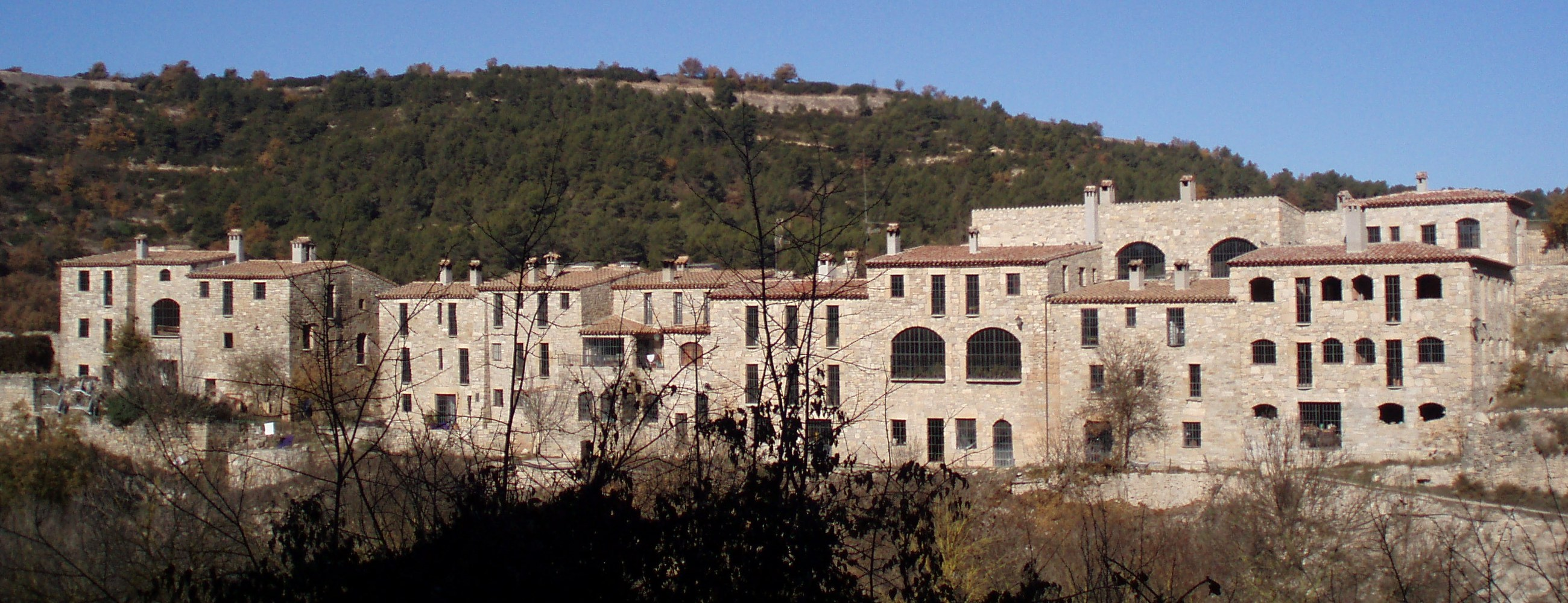
Zicht op een aantal gebouwen van El Fonoll.

El Fonoll - Catalaans voor venkel - is een dorp in het Spaanse Catalonië, gelegen in de gemeente Passanant i Belltall in de comarca van Conca de Barberà. Dit oude en eerder tot ruïnes vervallen dorp is rond het jaar 2000 gerestaureerd en omgebouwd tot een naturistendorp.

## Geschiedenis
De oorsprong van El Fonoll gaat terug tot de middeleeuwen met de documentatie van een kasteel in 1305. Van het kasteel zelf is  niets meer overgebleven. Er staat een kerkje - met een aantal in goede staat gebleven architectonische kenmerken - dat vermoedelijk eind 12e eeuw gebouwd is.
Halverwege de 20e eeuw liep het dorp leeg waarna de gebouwen in verval raakten. In 1995 kocht zakenman Emili Vives uit Barcelona het dorp met inbegrip van 150 hectare van de omliggende percelen met de bedoeling deze te herstellen en er een naturistendorp van te maken. 
Tijdens de bouw ondervond Vives veel weerstand van lokale en regionale autoriteiten. Toch bleef hij in het project geloven en slaagde erin bijna alle gebouwen - met behulp van de oorspronkelijke kalkstenen blokken - weer op te bouwen.

## Het dorp tegenwoordig

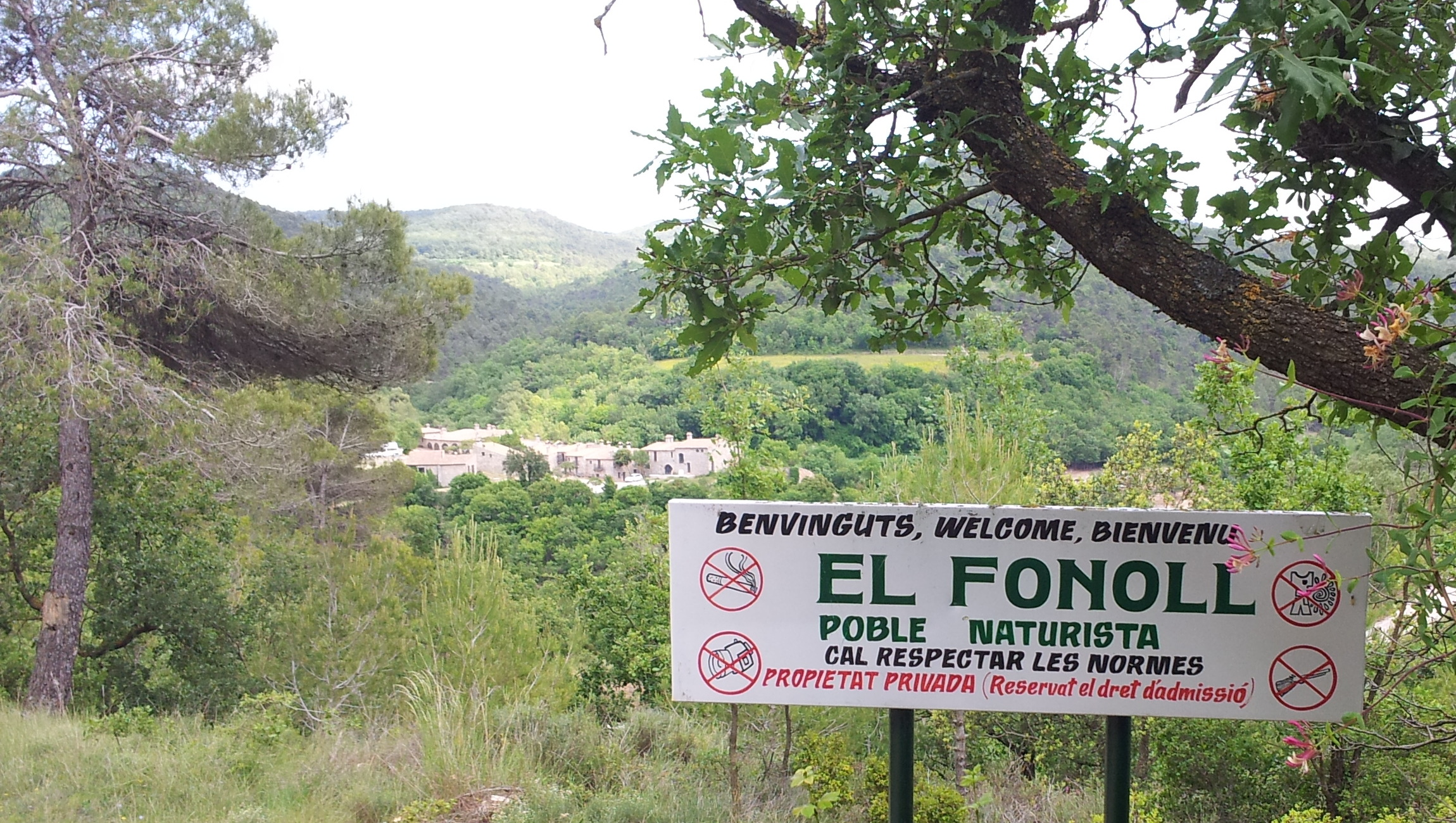
De vallei van El Fonoll.

El Fonoll ligt in een afgelegen beboste vallei in het midden van het regionale landbouwplateau. Er is een uitgebreid wegennet met de aangrenzende heuvels, verlaten velden en terrassen. Het wordt verbonden met de weg naar het dorp Passanant en het spoor naar Vallfogona de Riucorb. Beide op ongeveer 5 km afstand. Het dorp heeft geen toegangsbeperkingen voor mensen op doorreis, maar er staan bordjes aan de grenzen van het gebied die bezoekers vragen hun kleding uit te trekken, niet te roken en geen camera's te gebruiken.

## Idealisme
De inzet van Vives is een zekere eco-efficiënte- dan wel idealistische levensstijl met de nieuwe dorpelingen. Zo produceert men zoveel mogelijk voedsel van eigen biologische percelen, genereert men zijn eigen elektriciteit met behulp van windmolens en zonnepanelen, en exploiteert men een vrij losloopgebied of reservaat voor dieren, en voor de Catalaanse ezel in het bijzonder. Deze ezel is het nationale symbool van Catalonië.
Er is accommodatie voor ongeveer 200 mensen, zowel voor lang verblijf en vaste bewoners als vakantiegangers. Opties zijn onder andere een camping, caravanverhuur, appartementen in de gerestaureerde gebouwen en een aantal geïsoleerde stenen huisjes verspreid over het gebied. De Catalaanse Naturisme Club gebruikt een gebouw in het dorp voor haar activiteiten.
Faciliteiten voor bewoners en gasten zijn een winkel, een vegetarisch cafetaria, een bibliotheek, een zwembad, sportvelden, picknick en barbecue plaatsen. Regelmatig organiseert men activiteiten, zoals sport, wandelingen, muzikaal entertainment en cursussen en conferenties met betrekking tot alternatieve levenswijze. De faciliteiten zijn het gehele jaar beschikbaar, maar variëren met de seizoenen. Er zijn ook traditioneel seizoensgebonden activiteiten zoals onder andere de calçotada, het "lente-ui feest" in het voorjaar en de castanyada, het "kastanje-feest" in het najaar. Vanwege de hoogte van het dorp - ongeveer 650 meter -  zijn de winters koel en trekt het minder, vooral geklede bezoekers.